# Şanlıurfa Belediyespor
Şanlıurfa Belediyespor is een Turkse sportclub opgericht in Şanlıurfa, de hoofdstad de gelijknamige provincie. De clubkleuren zijn oranje en wit. De thuisbasis van de voetbalclub is het 11 Nisanstadion (betekenis 11 Nisan is 11 april). Şanlıurfa Belediyespor heeft nooit gevoetbald in de Süper Lig en de club heeft daarnaast geen grote resultaten geboekt in de Turkse Beker.
Şanlıurfa Belediyespor wordt gesteund door de gemeente (belediye in het Turks) Şanlıurfa, vandaar de clubnaam.